# Avon Championships of Seattle 1981
L'Avon Championships of Seattle 1981 è stato un torneo di tennis giocato sul sintetico indoor. È stata la 5ª edizione del torneo, che fa parte del WTA Tour 1981. Si è giocato a Seattle negli USA dal 23 febbraio al 1º marzo 1981.

## Campionesse

### Singolare
Sylvia Hanika ha battuto in finale  Barbara Potter con il punteggio di 6–2, 6–1

### Doppio
Rosie Casals /  Wendy Turnbull hanno battuto in finale  Sue Barker /  Ann Kiyomura con il punteggio di 6–1, 6–4